# David Albelda
David Albelda Aliqués (ur. 1 września 1977 w Pobla Llarga) – hiszpański piłkarz występujący na pozycji pomocnika.

## Kariera klubowa
David Albelda Aliqués jest wychowankiem klubu UD Alzira. W 1995 roku trafił do Valencii i w sezonie 1995/1996 rozegrał 31 meczów dla rezerw „Nietoperzy”. Kolejne rozgrywki spędził na wypożyczeniu w Villarrealu, gdzie wywalczył sobie miejsce w podstawowej jedenastce. Łącznie rozegrał 34 ligowe pojedynki i zajął dziesiąte miejsce w tabeli drugiej ligi. Latem Albelda powrócił do Valencii i zadebiutował w rozgrywkach Primera División. W sezonie 1997/1998 wystąpił jednak łącznie tylko w pięciu ligowych spotkaniach i ponownie został wypożyczony do Villarrealu. „Żółte Łodzie Podwodne” w tabeli pierwszej ligi zajęły osiemnaste miejsce, przegrały baraże z Sevillą i spadły do Segunda División.
W 1999 roku Albelda ponownie został zawodnikiem Valencii. 16 września 2001 roku strzelił dla niej swoją pierwszą bramkę w wygranym 1:0 meczu przeciwko UD Las Palmas. W sezonie 2001/2002 razem z drużyną hiszpański zawodnik wywalczył piąte w historii klubu mistrzostwo Hiszpanii. Wówczas w linii pomocy Albelda grał najczęściej z Pablo Aimarem, Francisco Rufete i Vicente. 13 kwietnia 2003 roku Hiszpan zaliczył swój setny ligowy występ w barwach Valencii, a ta wygrała z CA Osasuna 1:0. W sezonie 2003/2004 „Nietoperze” ponownie sięgnęły po tytuł mistrza kraju. Zwyciężyli wówczas również w rozgrywkach Pucharu UEFA pokonując w finale Olympique Marsylia 2:0 oraz zdobyli Superpuchar Europy wygrywając z FC Porto 2:1. 24 września 2006 roku w zremisowanym 1:1 spotkaniu z Barceloną Albelda po raz dwusetny wystąpił w ligowym pojedynku w barwach Valencii.
20 grudnia 2007 roku Albelda oraz Santiago Cañizares i Miguel Ángel Angulo zostali odsunięci od kadry przez nowego trenera Ronalda Koemana. Kontrakt Davida wygasał w 2011 roku, jednak gracz ten nie dostał zgody na odejście z klubu. 2 stycznia 2008 roku adwokat Albeldy powiedział, że Valencia zignorowała chęć polubownego rozwiązania umowy. Kilka zespołów zainteresowało się pozyskaniem Hiszpana licząc na to, że zimą będą mogli pozyskać go za darmo. W kwietniu 2008 roku Koeman został zwolniony ze stanowiska trenera „Nietoperzy”, a Albelda, Cañizares i Angulo powrócili do kadry. Następnie Albelda razem z Valencią wywalczył pierwszy w karierze Puchar Króla, a w finałowym meczu jego zespół zwyciężył z Getafe CF 3:1.

## Kariera reprezentacyjna
W 2000 roku Albelda razem z reprezentacją Hiszpanii wziął udział w Igrzyskach Olimpijskich w Sydney, na których razem z drużyną narodową na turnieju piłkarskim wywalczył srebrny medal. Oficjalny debiut w reprezentacji zaliczył 5 września 2001 roku w wygranym 2:0 wyjazdowym meczu z Liechtensteinem. Następnie José Antonio Camacho powołał go do kadry na Mistrzostwach Świata 2002, na których Hiszpanie zostali wyeliminowani w ćwierćfinale przez Koreę Południową. Na mundialu tym Albelda wystąpił w wygranym 3:2 spotkaniu rundy grupowej z Republiką Południowej Afryki oraz w zwycięskim po rzutach karnych meczu 1/8 finału przeciwko Irlandii. Następnie gracz Valencii wziął udział w Mistrzostwach Europy 2004, na których podopieczni Iñakiego Sáeza odpadli już w rundzie grupowej. Na Euro Albelda był podstawowym zawodnikiem swojego zespołu i wziął udział we wszystkich trzech pojedynkach. Kolejnym wielkim turniejem w karierze Hiszpana były Mistrzostwa Świata 2006. Z mundialu w Niemczech drużyna Luisa Aragonésa odpadła w 1/8 finału, kiedy to przegrała z Francją 1:3. Albelda wystąpił wówczas tylko w meczach grupowych z Ukrainą i Arabią Saudyjską. David nie znalazł się natomiast w kadrze zespołu, który dwa lata później zwyciężył w Euro 2008.